# Adimichinobe Echemandu
Adimichinobe Echemandu (Lagos, 21 novembre 1980) è un ex giocatore di football americano nigeriano.
Fu selezionato come 208º assoluta nel Draft NFL 2004 dai Cleveland Browns. Viene chiamato anche Adimchinobe Echemandu oppure Joe Echemandu o Joseph Echema.

## Carriera universitaria
Si è formato nell'Università della California (Berkeley) giocando per la squadra dei Golden Bears.
I suoi primi anni sono stati segnati da due infortuni gravi ai legamenti del ginocchio. Solo nella stagione 2003 ha potuto giocare tutte le 13 partite.
Comunque ha corso in totale 306 volte per 1434 yards e 16 touchdowns, ed ha ricevuto 33 volte per 264 yards con 2 touchdowns.
Ha fatto 22 ritorni su kickoff per 516 yards e 2 ritorni su punt per 5 yards.

## Carriera professionistica
Nella sua stagione di debutto nel 2004, gioca come rookie per i Cleveland Browns nel ruolo di running back. Giocherà in totale 4 partite, nessuna delle quali da titolare, con 8 corse per 25 yards e 1 fumble perso. Totalizza inoltre 3 ricezioni per 25 yard.
Il 2 settembre (2005) firma per i Minnesota Vikings. Nel suo secondo anno gioca solo 2 partite, forzando un fumble.
Il 5 settembre (2006) firma per gli Oakland Raiders. Nel suo terzo anno da professionista gioca 4 partite, mettendo a segno 2 tackles difensivi.
Nella sua quarta stagione, Echemandu inizia con i Raiders con cui gioca 2 partite. Il 10 ottobre 2007 passa agli Houston Texans dove gioca 7 partite, totalizzando 20 corse per 85 yards, 1 fumble perso ed 2 ricezioni per 11 yard.
Il 26 dicembre 2007 viene svincolato dai Texans. Il 16 gennaio 2008 si accorda nuovamente con i Raiders con cui gioca l'ultima annata da professionista nel 2008.

## Vittorie e premi
Nessuno